# 德意許目錄

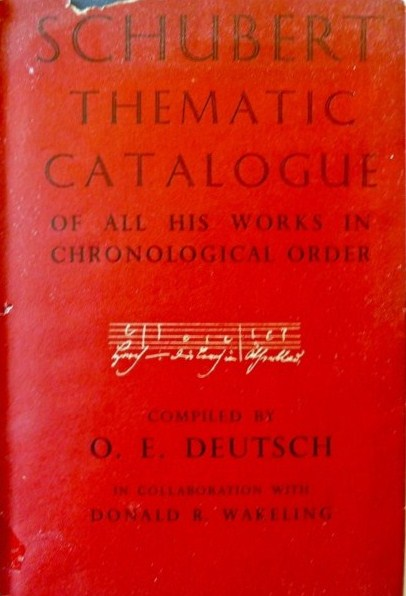
1951年的德意許目錄英文版本

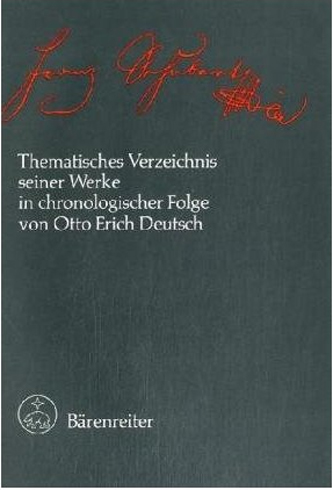
1978年的德意許目錄德文版本

德意許目錄（德語：Deutsch-Verzeichnis），全名為《弗朗茨·舒伯特：主題式作品目錄及編年紀錄，奧托·埃里希·德意許著》（德語：Franz Schubert: thematisches Verzeichnis seiner Werke in chronologischer Folge von Otto Erich Deutsch），是奧地利音樂學家奧托·德意許為舒伯特的所有作品所編成的目錄集，以其姓氏首字母D做為編號前綴。初版（1951年）使用的語言是英語，第二版（1978年，卡塞爾）則是德語。
舒伯特在世時，並沒有特別為自己的作品編號，而他死後，出版商在發行他的遺作時，為了方便和易於辨認，便把大量的遺作加添了作品號。由於這些作品號並不是按舒伯特創作的年份來制定，而只是按哪份樂譜送來發行就編上一個號碼，因此引來很多誤會和不便，因此德意許決心將舒伯特的作品重新整理及排序，這就是德意許目錄產生的由來。
所有得知其創作年份的作品，皆會被順序由1號起，順序編配1個號碼，對於舒伯特大量的歌曲，德意許所採取的方法是：除非是來自「套曲」的歌曲，則全部都歸入於同一個編號下（如《美丽的磨坊女》、《冬之旅》和《天鵝之歌》），其他的歌曲則獨立以1個編號來計算。由此一直排至965號（當中亦有機會出現一些後來發現、改編版本或附加部份，則在編號後加上字母以作識別），而對於沒法找出其創作日期的，則由966起開始，一直至992，至於補遺部份，則由993號開始，現時排至998號。補遺部份往往亦會被重新編號並安置在合適位置上。例如993-998的一系列補遺，皆被重新編至2號後面。

## 外部連結
- Franz Schubert, Thematisches Verzeichnis seiner Werke in chronologischer Folge on-line copy of the 1978 version at archive.org.（德語）
- Schubert Database （页面存档备份，存于） by Neue Schubert-Ausgabe
- List of works by Franz Schubert at International Music Score Library Project
- 555 on-line autographs of compositions by Schubert, ordered by D. number at schubert-online.at by Austrian Academy of Sciences (OAW)
- Franz Schubert: Catalogue des oeuvres （页面存档备份，存于） at musiqueorguequebec.ca.（法語）
- Franz SCHUBERT: Catalogo delle composizioni （页面存档备份，存于） at flaminioonline.it.（義大利語）